# Леринско домакинско училище
Леринското домакинско училище (на гръцки: Οικοκυρική Σχολή Φλώρινας) е училище в град Лерин (Флорина), Гърция, съществувало от 1930 до 2003 година.

## История
Училищната сграда е построена в междувоенния период за училището за домашен бит и техника, като част от програмата на Либералната партия за налагане на гръцкия език чрез училищата и за подобряване на образователния и жизнен стандарт на селяните. Училището е девическо и е интернат. Предметите, които се изучават са домашна икономика, селскостопанство и езикови курсове.
През 1929 година започват строителните работи на сградата върху парцел, дарен от дем Лерин, в северната част на града на мястото на старите турски гробища. Училището е открито в 1931 година от Асоциацията за разпространение на гръцката просвета и под нейно ръководство много момичета се обучават от леринските села.
Сградата е просторна и в нея са настанени около 100 момичета. Има общежития, класни стаи, трапезария, кухня, бани и помощни помещения. Дворът е голям и ограден. Архитектурата на сградата е еклектична с елементи на ар деко.
В 1940 година при избухването на Итало-гръцката война сградата е взета от Гръцката армия и в нея е настанена военна болница. Момичетата се връщат по селата си, с изключение на няколко, които имат роднини в града. Тези няколко момичета продължават занятия в стая на Националния интернат и така работата на Домакинското училище продължава още една година. През лятото на 1941 година училището е окончателно затворено. От април 1941 година, когато районът е окупиран от германските войски, гръцката военна болница е затворена, а сградата на училището е превърната в развлекателен център за Германската армия. След края на Втората световна война, в началото на 1945 година, в сградата на училището се помещава британска армейска част, а когато тя напуска, сградата остава празна.
След войната Домакинското училище започва да функционира отново в периода 1952 - 1953 година като Земеделско домакинско училище „Света Олга“ (Αγροτική Οικοκυρική Σχολή «Αγία Όλγα»). То е поставено под надзора на Кралската благотворителна фондация. Кралица Фредерика и много дами от висшето атинско общество подпомагат училището. Ирини Калига, дъщеря на Антонис Бенакис, ръководи оперативната програма в училището. През 1970 година то е под надзора на Националната благотворителна фондация. От 1970 година до 1980 година работи като професионално училище. Училището има двугодишна програма за момичета от ном Лерин, завършили основно училище и навършили 16 години. Момичетата се учат на плетене с машина и с игли, шиене, рязане, ръчна и машинна бродерия, текстил и готвене и сладкарски изделия.
В 1980 година Гимназията по домакинство се закрива и се създава Детски център „Света Олга“, който работи в същата сграда и със същия персонал. В 1998 година Детският център „Света Олга“ се слива с Националната организация за социални грижи.
През февруари 2003 година центърът изоставя внушителната си сграда, която принадлежи на Асоциацията за разпространение на гръцката писменост, и се разполага в една от сградите на Детския център „Флорина“.
В 2006 година сградата на училището е обявена за паметник на културата като архитектурна забележителност.
В 2010 година сградата на „Света Олга“ е преотстъпена от Асоциацията за насърчаване на гръцката писменост на Университета на Западна Македония, за да помещава катедрата по визуални и приложни изкуства.